# Danmarks Radio
A Danmarks Radio (hivatalos rövidítése DR), egy dán közszolgálati rádió és televízió műsorsugárzó társaság. 1925-ben közhasznú szervezetként alapították Dániában, ami a legrégebbi és legnagyobb elektronikus médiavállalat. A DR az Európai Műsorsugárzók Uniója alapító tagja. 
A DR-t eredetileg televíziós engedélyből finanszírozták, azonban 2022 óta a médiaengedélyt a dán jövedelemadó kiegészítése váltotta fel. A DR ma három televíziós csatornát üzemeltet, amelyek mindegyikét ingyenesen terjesztik országos DVB-T2 hálózaton keresztül.

## Története
A DR-t 1925. április 1-jén alapították Radioordningen néven, amely 1926-ban Statsradiofonien-re, majd 1959-ben Danmarks Radio- ra, és 1996-ban DR-re változott.
Dánia második világháborús német megszállása idején a rádióadásokat cenzúrázták – 1943 augusztusától különösen kemény körülmények között –, ami miatt sok dán a BBC vagy az illegális sajtó dán nyelvű adásaihoz fordult, valamint a svéd rádióhoz. 1944-1945-ben.
A Statsradiofonien második FM-rádióállomása, a Program 2 (P2) 1951-ben kezdte a sugárzást, majd 1963-ban a P3.
A kísérleti televíziós adások 1949-ben kezdődtek, a rendszeres műsorok 1951. október 2-án, Dánia első televíziós csatornájának elindításával kezdődnek. A napi programozás 1954-ben kezdődött. A színes televíziós tesztadások 1967 márciusában indultak, az első nagyszabású színes sugárzással az 1968-as grenoblei téli olimpia volt. A Danmarks Radio hivatalosan 1970. április 1-jén fejezte be a színes televízió „teszt” adásait, bár a szervezet utolsó fekete-fehér televíziós hírműsora (TV Avisen) csak 1978-ban vált színessé.
1983. május 16-án helyi idő szerint 14:00-kor a DR elindította első teletext információs szolgáltatását, amely mai napig elérhető az összes DR csatornán.
A Danmarks Radio monopóliuma a nemzeti televíziózásban egészen 1988-ig tartott, amikor a TV 2 elkezdte sugározni. 8 évvel később, 1996. augusztus 30-án a DR elindította második televíziós csatornáját, a DR2-t. A kezdeti években néha titkos csatornának (den hemmelige kanalnak) hívták, mert indulásakor nem volt látható országszerte.
2007. június 7-én a DR elindított egy csak online hírcsatornát, a DR Update-et. Később hagyományos csatornaként adták hozzá. A digitális jelekre való 2009. november 1-jei átállással a DR három új csatornával bővítette kínálatát.
- DR K - interkulturális, dokumentumfilmes és "furcsafilmes" csatorna.
- DR HD – Dánia első ingyenesen fogható nagyfelbontású csatornája, amely a többi DR-csatorna sikeres műsorait csak valódi HD minőségben sugározza, felskálázás nélkül.
- DR Ramasjang – gyermekcsatorna.

2013-ban új logót vezettek be, amelyben fekete alapon fehér sans-serif betűtípussal szerepelnek a "DR" betűk, és ismét módosult a televíziós csatornák kínálata. A fiatalokat célzó új csatorna, a DR3 váltotta fel a DR HD-t. 
Egy másik gyermekcsatorna, a DR Ultra felváltotta a DR Update-et. A DR Update után a DR 2 vált az ország hír és a társadalmi csatornájává.

## Logói

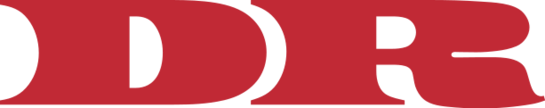
1964 – 1996. augusztus 29.
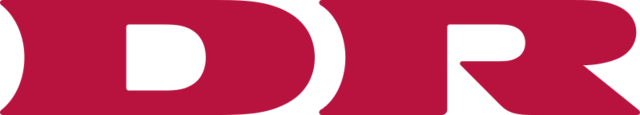
1996. augusztus 30. – 2005. május 31.
2005. június 1. – 2009. augusztus 31.
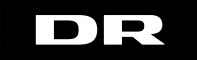
2013. február 1. –

## Televíziócsatornák
| Logó | Csatorna neve | Tematika                                              | Indulás dátuma      | Szlogen                                 |
| ---- | ------------- | ----------------------------------------------------- | ------------------- | --------------------------------------- |
|      | DR1           | nemzeti főadó, általános–szórakoztató műsorok         | 1951. október 2.    | Vi mødes på DR1 (Találkozzunk a DR1-en) |
|      | DR2           | ifjúsági csatorna, hír-háttér műsorok                 | 1996. augusztus 30. | -                                       |
|      | DR3           | sport, ismeretterjesztő és oktatási csatorna (online) | 2013. január 28.    | -                                       |
|      | DR K          | történelmi és kulturális csatorna                     | 2009. november 1.   | -                                       |
|      | DR Ramasjang  | gyerekcsatorna 3-6 éveseknek                          | 2009. november 1.   | -                                       |
|      | DR Ultra      | gyerekcsatorna 7-12 éveseknek (online)                | 2013. március 4.    | -                                       |

## Jelentős televíziós műsorok

### DR kiemelt műsorok
- Jobb idő (Krøniken)
- Borgen
- Dansk Melodi Grand Prix (A dán Eurovíziós nemzeti döntő )
- Kövesd a pénzt (Bedrag)
- Matador
- A híd
- Az örökség (Arvingerne)
- A gyilkosság (Forbrydelsen)

### Egyéb műsorok
- 1964-es Eurovíziós Dalfesztivál
- 2001-es Eurovíziós Dalfesztivál
- 2014-es Eurovíziós Dalfesztivál

## Rádióállomások
| Logó | Név        | Tematika                             | Indulás |
| ---- | ---------- | ------------------------------------ | ------- |
|      | DR P1      | hír és háttér műsorok                | 1925    |
|      | DR P2      | klasszikus zene                      | 1951    |
|      | DR P3      | mai, modern slágerek, sportesemények | 1966    |
|      | DR P4      | mai, modern slágerek                 | 1973    |
|      | DR P5      | idősebb korosztály                   | 2009    |
|      | DR P6 Beat | több formátum                        | 2011    |
|      | DR P7 Mix  | több formátum                        | 2011    |
|      | DR P8 Jazz | dzsessz                              | 2011    |

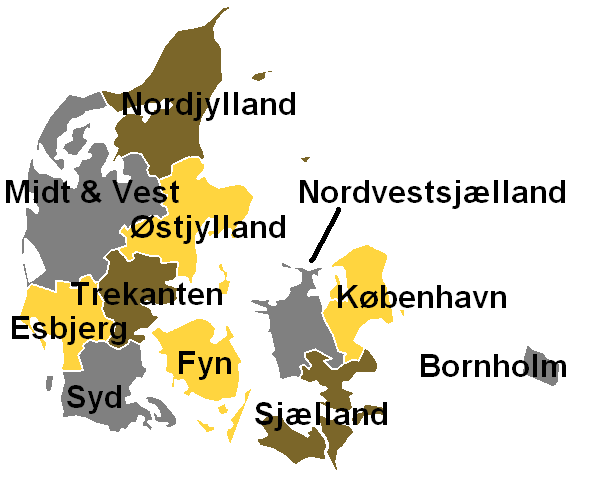
A P4 11 régiója Dánia térképén

Érdekesség, hogy a P4 rádióállomásnak 10 különböző névre szóló regionális állomása van területi egységek szerint. A hallgatók mindegyik területen ugyanazt hallhatják annyi különbséggel, hogy máshogy van elnevezve egy adott területen a rádióállomás.
Ezek az állomások a következőek: Bornholm, Esbjerg, Fyn, Koppenhága, Közép-nyugat, Észak-Jylland, Sjælland, Dél, Trekanten illetve Kelet-Jylland.